# Haunsried
Haunsried ist ein Gemeindeteil der Gemeinde Adelzhausen im Landkreis Aichach-Friedberg (Schwaben, Bayern). Die Einöde liegt circa zwei Kilometer nördlich von Adelzhausen.

## Geschichte
Mit dem Zweiten Gemeindeedikt vom 17. Mai 1818 wurde Haunsried der Gemeinde Heretshausen zugeordnet. 
Zum 1. April 1972 wurde im Zuge der kommunalen Neuordnung Bayerns die Gemeinde Heretshausen mit Haunsried nach Adelzhausen eingegliedert.